# Julio Le Parc

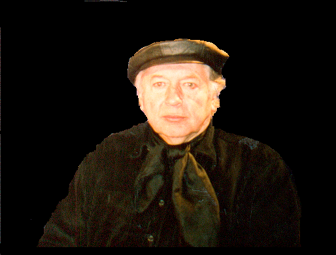
Julio Le Parc (1995)

 Julio Le Parc  (* 23. September 1928 in Mendoza) ist ein argentinischer Kinetischer Künstler und Vertreter der Op-Art. Er gehört neben François Morellet, Horacio Garcia Rossi, Francisco Sobrino, Joël Stein und Yvaral im Jahr 1960 zu den Mitbegründern der Künstlergruppe Groupe de Recherche d’Art Visuel (GRAV). Le Parc lebt und arbeitet in Paris.

## Leben und Werk

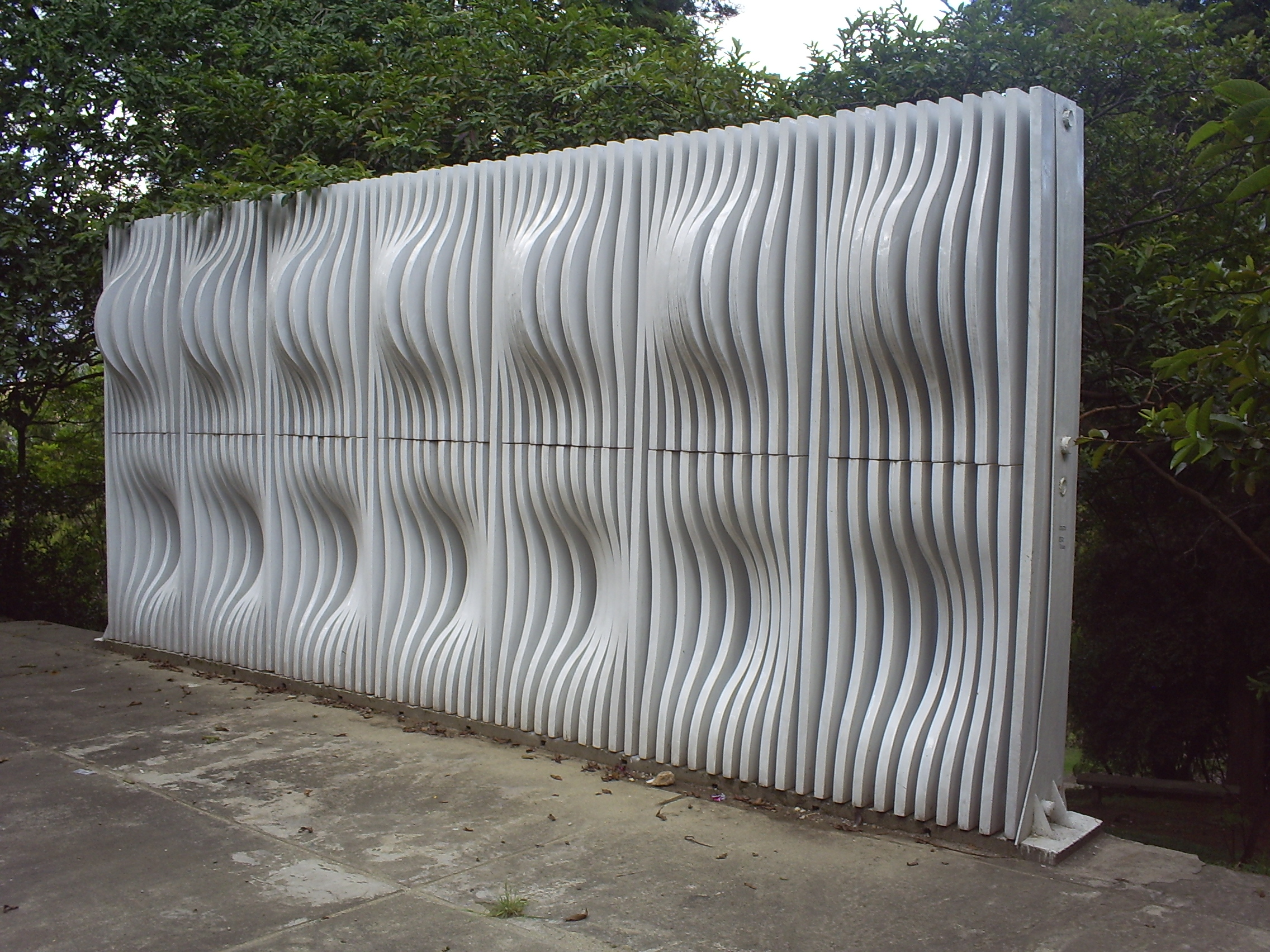
Sin título (Ohne Titel), in Cerro Nutibara, Kolumbien.

Julio Le Parc besuchte die Escuela de Bellas Artes de Buenos Aires (Nationale Hochschule der bildenden Künste) und lernte dort Francisco Sobrino und Horacio Garcia Rossi kennen. Im Jahr 1958 ging er nach Paris. Er arbeitete dort im Atelier von Victor Vasarely. Als Licht- und Objektkünstler begann er mit Gleichgesinnten in der Groupe de Recherche d’Art Visuel zu arbeiten.
Er schuf vor allem lichtkinetische Objekte und Mobiles mit Lichtreflektoren. Sein Ziel war es, Visuelle Phänomene durch Experimente anschaulich zu machen. Neue Technologien sollten eingesetzt werden, um das Verhältnis von Licht und Bewegung auf eine innovative Art und Weise darzustellen. Sein Werk zielt darauf, das Körperbewusstsein und das Gleichgewicht zu verändern, indem visuelle Informationen verzerrt werden. Er verwendet Licht, spiegelnde Oberflächen, Linsen, gemustertes Glas und Zerrspiegel. Mit den Reflexen der glänzenden Oberflächen erzielt er dynamische Effekte.
Der Betrachter soll durch Elemente, die in seinen Objekten manipuliert und beliebig bewegt werden können, zu aktiver Mitarbeit angeregt werden.

## Ausstellungen
Julio Le Parc nahm als Teil der Groupe de Recherche d’Art Visuel und später auch als Einzelkünstler an zahlreichen Einzel- und Gruppenausstellungen weltweit teil. Dazu gehörte unter anderem 1964 die Teilnahme an der documenta III in Kassel in der berühmten Abteilung Licht und Bewegung und als Einzelkünstler die Teilnahme an der 4. documenta 1968.
Im Jahr 2004 produzierte er mit Yvonne Argenterio beim italienischen Unternehmen Elettrofiamma eine Reihe von Skulpturen (Torsions), die bei der Veranstaltung Verso la Luce in der Burg von Boldeniga (Provinz Brescia, Italien) gezeigt wurden. Dort ist im Schlossgarten noch immer die monumentale Skulptur Verso la Luce zu sehen.
- 2015/2016: Julio Le Parc: Lumière, Bildmuseet Umeå, Umeå, Schweden.